# 哈利·貝拉方提

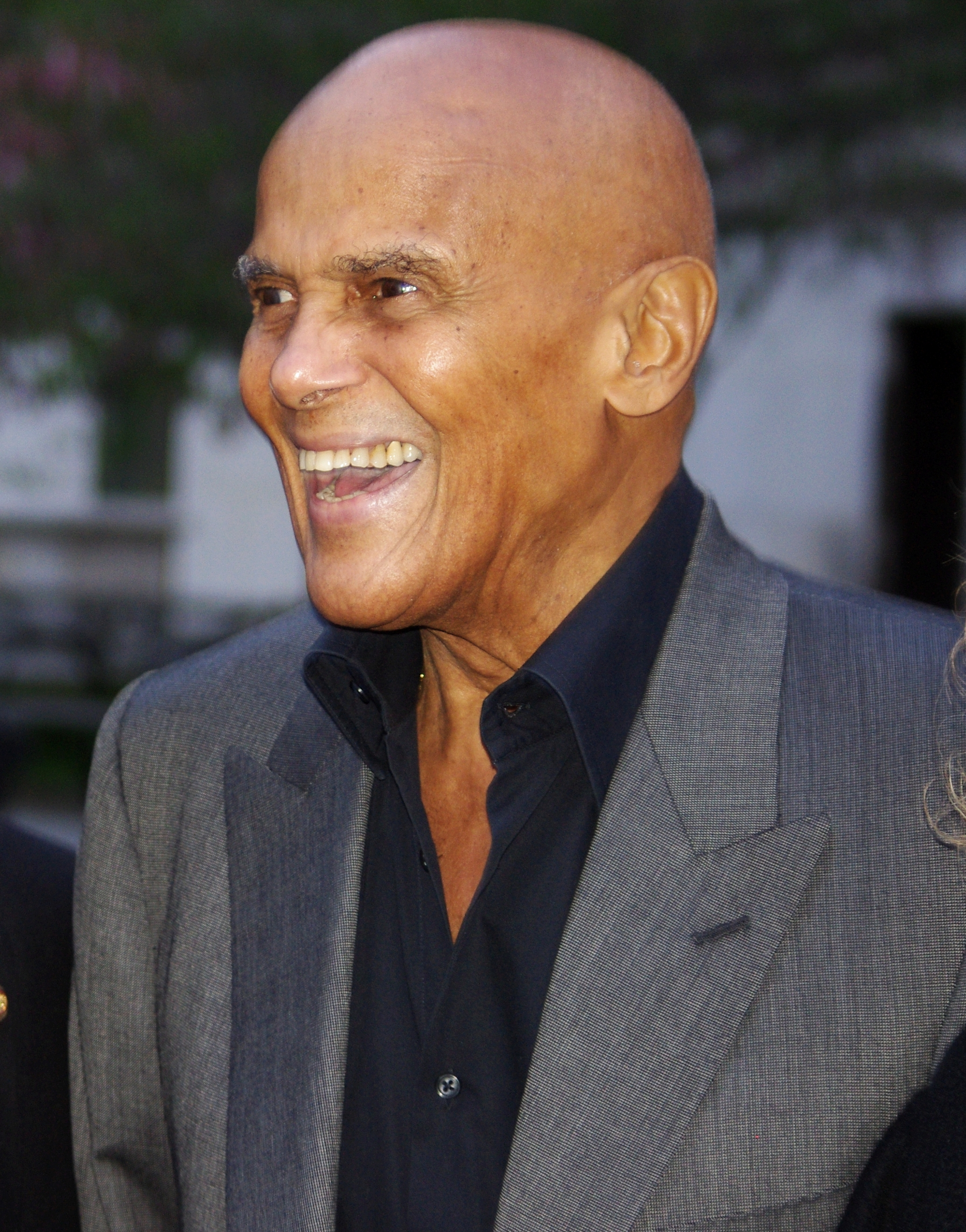
哈里·贝拉方特在2011年翠贝卡电影节上

哈利·貝拉方提（英語：Harry Belafonte，1927年3月1日—2023年4月25日）是牙買加裔美國歌手、演員暨民權運動家。知名歌曲：《太陽下的島嶼》（Island in the Sun）、《香蕉船》（The Banana Boat Song）、《採摘椰子的婦人》（Coconut Woman）。貝拉方提在纽约哈莱姆区的一家醫院出生，成年後在纽约以俱樂部歌手的身份開始他的音樂生涯，1956年成為英國第一位賣出100萬張專輯的歌手。
貝拉方提將演員、歌手和活動家保罗·罗伯逊視為導師，並且是1950年代-1960年代民權運動中马丁·路德·金的親密知己。正如他後來回憶的那樣，“保罗·罗伯逊對我產生了第一個巨大的影響，你可以說他給了我脊梁骨。马丁·路德·金是第二個；他滋養了我的靈魂。”在整個職業生涯中，貝拉方提一直倡導政治和人道主義事業，例如反種族隔離運動和藝術家聯合支持非洲(USA for Africa)。 自 1987 年以來，他一直是聯合國兒童基金會的親善大使。  他直言不諱地批評乔治·沃克·布什總統政府的政策。 貝拉方提擔任美國公民自由聯盟青少年司法問題名人大使。
貝拉方提獲得了三項葛萊美獎（包括一項格萊美終身成就獎）、一項艾美獎、和一項托尼獎。 1989年，他獲得了肯尼迪中心榮譽獎。 1994年獲得國家藝術勳章。2014 年，他在學院第六屆年度州長獎中獲得简·赫尔索特人道精神奖，並於 2022 年以早期影響力類別入選搖滾名人堂， 是獲此殊榮的在世最年長者。
2023年4月25日，貝拉方提因充血性心臟衰竭在紐約曼哈頓上西城的自宅病逝，享嵩壽96歲
。